# Ons Ben Messaoud
Ons Ben Messaoud (ur. 18 kwietnia 1988) – tunezyjski judoka. Brązowy medalista mistrzostw Afryki w 2013 roku.